# Rafe Wolfe
Rafe Raccini Wolfe (ur. 19 grudnia 1985 w Old Harbour) – jamajski piłkarz grający na pozycji środkowego obrońcy. Od 2013 roku jest zawodnikiem klubu Győri ETO FC. Jego bracia Wolry i Kemeel także są piłkarzami, podobnie jak kuzyn Omar Cummings.

## Kariera klubowa
Karierę piłkarską Wolfe rozpoczął w klubie Portmore United. W sezonie 2005/2006 zadebiutował w jego barwach w jamajskiej Premier League. W sezonie 2006/2007 przyczynił się do wygrania przez Portmore United JFF Champions Cup.
Na początku 2007 roku Wolfe został zawodnikiem belgijskiego trzecioligowego klubu White Star Woluwé. Grał w nim do końca sezonu 2007/2008, a następnie przeszedł do węgierskiego Ferencvárosi TC z Budapesztu. W sezonie 2008/2009 awansował z nim z drugiej do pierwszej ligi. W Ferencvárosi grał także w sezonie 2009/2010.
Latem 2010 roku Wolfe wrócił do Portmore United, a w 2011 roku ponownie wyjechał na Węgry i został piłkarzem MTK Budapest FC. Zadebiutował w nim 24 kwietnia 2011 w derbach Budapesztu z Ferencvárosi (1:3). Wiosną 2011 spadł z MTK do drugiej ligi. W 2013 roku przeszedł do Győri ETO FC.
| Sezon   | Klub              | Kraj    | Rozgrywki      | Mecze | Bramki |
| ------- | ----------------- | ------- | -------------- | ----- | ------ |
| 2005/06 | Portmore United   | Jamajka | Premier League | ?     | ?      |
| 2006/07 | Portmore United   | Jamajka | Premier League | ?     | ?      |
| 2006/07 | White Star Woluwé | Belgia  | Derde klasse   | 8     | 0      |
| 2007/08 | White Star Woluwé | Belgia  | Derde klasse   | 18    | 3      |
| 2008/09 | Ferencvárosi TC   | Węgry   | NB II          | 20    | 0      |
| 2009/10 | Ferencvárosi TC   | Węgry   | NB II          | 20    | 2      |
| 2010/11 | Portmore United   | Jamajka | Premier League | ?     | ?      |
| 2010/11 | MTK Budapest FC   | Węgry   | NB I           | 5     | 0      |
| 2011/12 | MTK Budapest FC   | Węgry   | NB II          | 25    | 3      |
| 2012/13 | MTK Budapest FC   | Węgry   | NB II          | 24    | 2      |
| 2013/14 | Győri ETO FC      | Węgry   | NB II          | 14    | 3      |

## Kariera reprezentacyjna
W reprezentacji Jamajki Wolfe zadebiutował 3 grudnia 2008 roku w wygranym 2:1 meczu Pucharu Karaibów z Barbadosem. Wraz z Jamajką wygrał ten Puchar.
W 2009 roku Wolfe został powołany do kadry Jamajki na Złoty Puchar CONCACAF 2009. Na tym turnieju był rezerwowym i nie rozegrał żadnego spotkania.